# Sandy (humorista)
Alejandro Hangano Cassab (Santa Cruz de la Sierra, Bolivia; 23 de octubre de 1937-Buenos Aires, Argentina; 23 de abril de 2005), conocido artísticamente como El Gran Sandy o simplemente Sandy, fue un humorista boliviano reconocido por su maestría del humor blanco, por su destreza políglota y por su habilidad musical. A sus 21 años emigró a Argentina, donde residió durante casi cinco décadas. Fue muy querido en Chile, donde se presentó en cuatro ocasiones en el Festival Internacional de la Canción de Viña del Mar, recibiendo el galardón la Gaviota de Plata en 2000 y la Antorcha de Plata en 2004.

## Biografía
Su padre, Alexandre Hangano, era un pintor de bellas artes de ascendencia rumana y su madre, Leila Cassab Sfeir, era boliviana (nacida en Cochabamba) de ascendencia libanesa maronita católica. El médico que atendió al parto de Sandy fue Melchor Pinto. A pesar de tener diez hijos juntos, el matrimonio terminó en divorcio. El padre de Sandy se fue a vivir a Chile. Su madre hizo su vida en Santa Cruz de la Sierra, Bolivia. La familia era de escasos recursos.
El tío abuelo de Sandy era Emilio Sfeir, héroe del contra-espionaje boliviano durante la Guerra del Chaco y amigo de Hernan Siles Suazo, a quien había conocido cuando ambos eran prisioneros políticos en 1949 en la Isla de la Luna en el Lago Titicaca.
Sandy estudió la secundaria en el Colegio Don Bosco (padres salesianos) de La Paz, Bolivia. Sus padres quisieron que él siguiera la carrera de ingeniero-arquitecto, pero él no tuvo esa vocación. Sandy medía 1 metro 92 cm y era de un físico atlético, características personales que le ayudaron a conseguir su primer empleo, a sus 19 años, como escolta de motocicleta y guarda espaldas del presidente boliviano Hernán Siles Zuazo de 1956-1960. 
La carrera artística de Sandy comenzó en 1957, primero como músico y cantante, luego como ventrílocuo, y finalmente como animador de eventos y comediante. En 1958 se presentó por primera vez fuera de Bolivia, en Corumba, Brasil. Se radicó en Argentina en 1958. Sus mayores éxitos como humorista los alcanzó en la década de los 90, donde presentó su espectáculo en varios países del continente, obteniendo su mayor éxito y aceptación del público en Chile. El repertorio de Sandy incluía cantidad de chistes gallegos, mexicanos, cubanos, chilenos, judíos, alemanes, italianos, turcos, japoneses, rusos, brasileños, argentinos y paraguayos, en los cuales Sandy imitaba perfectamente los acentos y forma de hablar de cada grupo. Sin embargo, no se le conocen chistes bolivianos. Otros chistes que contó tenían como protagonistas a curas católicos y algunos de esos le fueron contados por los padres salesianos del Colegio Don Bosco. También era conocido por sus chistes de tartamudos y gangosos (por ejemplo, su chiste clásico de "la jañaña")--con el correr del tiempo estos chistes se pasaron de moda y, hoy en día, se considerarían políticamente incorrectos. Su chiste más conocido era del turista latinoamericano que se encuentra con un taxista español en Helsinski, Finlandia. Un metier que tenía Sandy era la habilidad de cantar canciones populares famosas de Cuba, México, Brasil, Chile, España, Italia, EEUU e Israel en sus idiomas nacionales. Se ganó el afecto del público chileno en Viña del Mar tocando en armónica la canción "si vas para Chile". 
En febrero de 2004 se presentó por cuarta y última vez al Festival Internacional de la Canción de Viña del Mar, donde se le homenajeó por sus años de trayectoria premiándole con una Antorcha de Plata. Una de las últimas presentaciones de Sandy fue en su natal Santa Cruz de la Sierra, en la XXIX Feria Exposición de Santa Cruz ("Expocruz") el 22 de septiembre de 2004. En esa ocasión, Sandy dijo "a Santa Cruz le regalo mi entereza y alegría; cuando la gente ríe, me da alegría y fuerzas para seguir, es una especie de alimentación personal."
Luis Slimming hizo una mención a Sandy en su rutina en Viña del Mar en febrero de 2024.

## Vida personal
Sandy se casó dos veces. Su primera esposa era argentina y tuvieron un hijo de nombre Arturo Alejandro, nacido en 1962. Su segunda esposa, Antonia Villalba, era paraguaya. El presidente argentino Carlos Menem fue padrino de la hija menor de Sandy, nacida en 1997.

## Premios y reconocimientos
- Gaviota de Plata, 2000
- Antorcha de Plata, 2004

## Problemas de salud
La diabetes que heredó de su madre comenzó a complicarle la vida hasta el punto de que hubo que amputarle las piernas.
Su suerte cambió al ser descubierto por un fotógrafo chileno. En febrero de 2004 el entonces matinal de Canal 13, Viva la mañana, comenzó una campaña solidaria gracias a la cual recibió la ayuda de artistas y también de sus amigos Cecilia Bolocco y Carlos Menem. Este hecho propició que el humorista trasladase su residencia a Chile.
Falleció el 23 de abril de 2005 de un paro cardíaco en su residencia en Buenos Aires en el barrio de Balvanera por su avanzada diabetes. Residió varios años en Puerto Madryn, Chubut, Argentina.